# 엄정면
엄정면(嚴政面)은 대한민국 충청북도 충주시에 위치하는 면이다.

## 연혁
- 1914. 4. 1  행정구역 조정에 의하여 11개 법정리로 개편
- 1956. 7. 8  충주읍의 시승격으로 중원군 엄정면으로 개칭
- 1995. 1. 1  충주시, 중원군 통합에 따라 충주시 엄정면으로 개칭

## 행정 구역
- 가춘리(佳春里)
- 괴동리(槐東里)
- 논강리(論江里)
- 목계리(牧溪里)
- 미내리(美內里)
- 신만리(新萬里)
- 용산리(龍山里)
- 원곡리(院谷里)
- 유봉리(柳峰里)
- 율능리(栗陵里)
- 추평리(楸坪里)